# Schwieringhausen

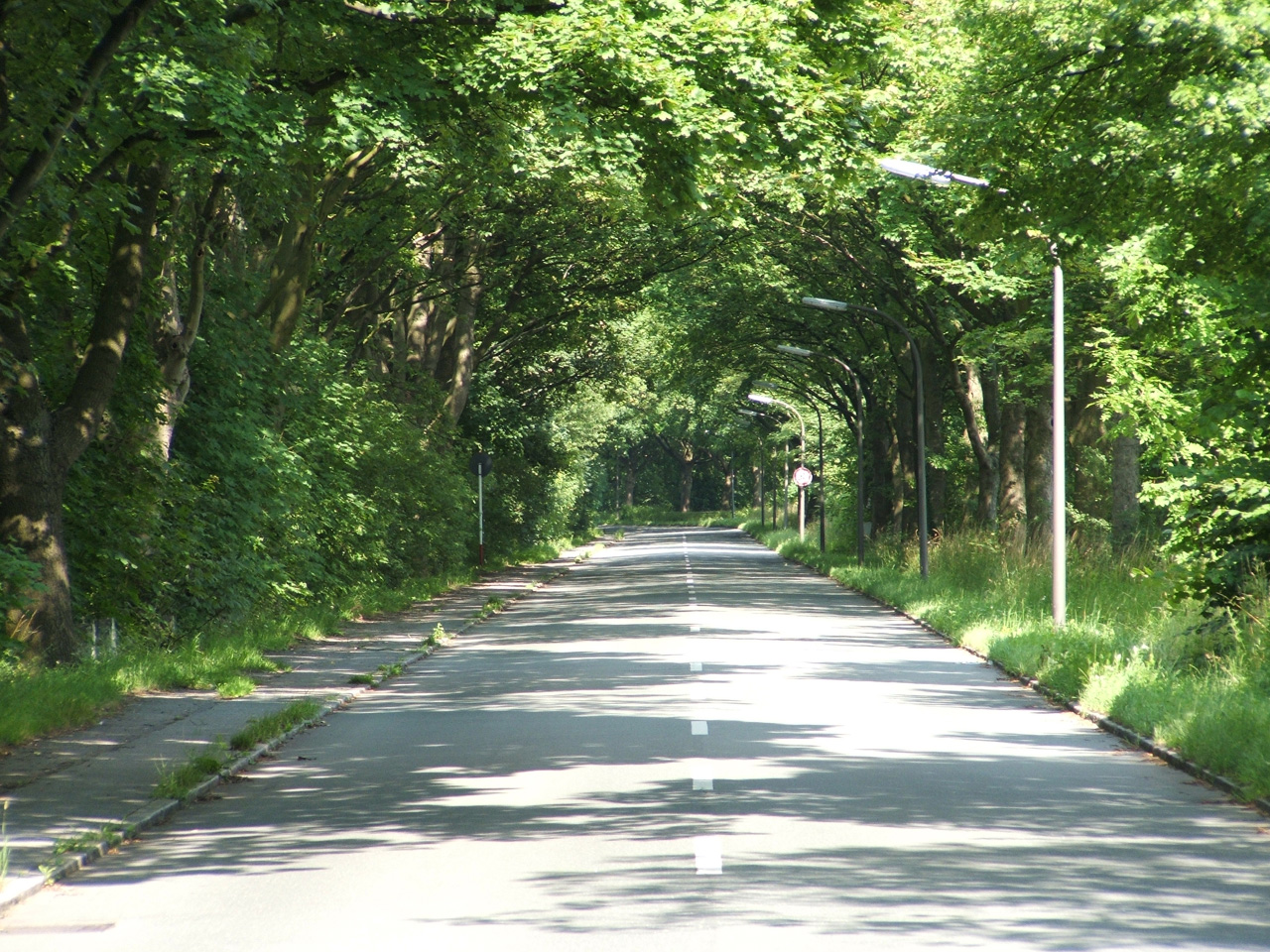
Schwieringhauser Straße

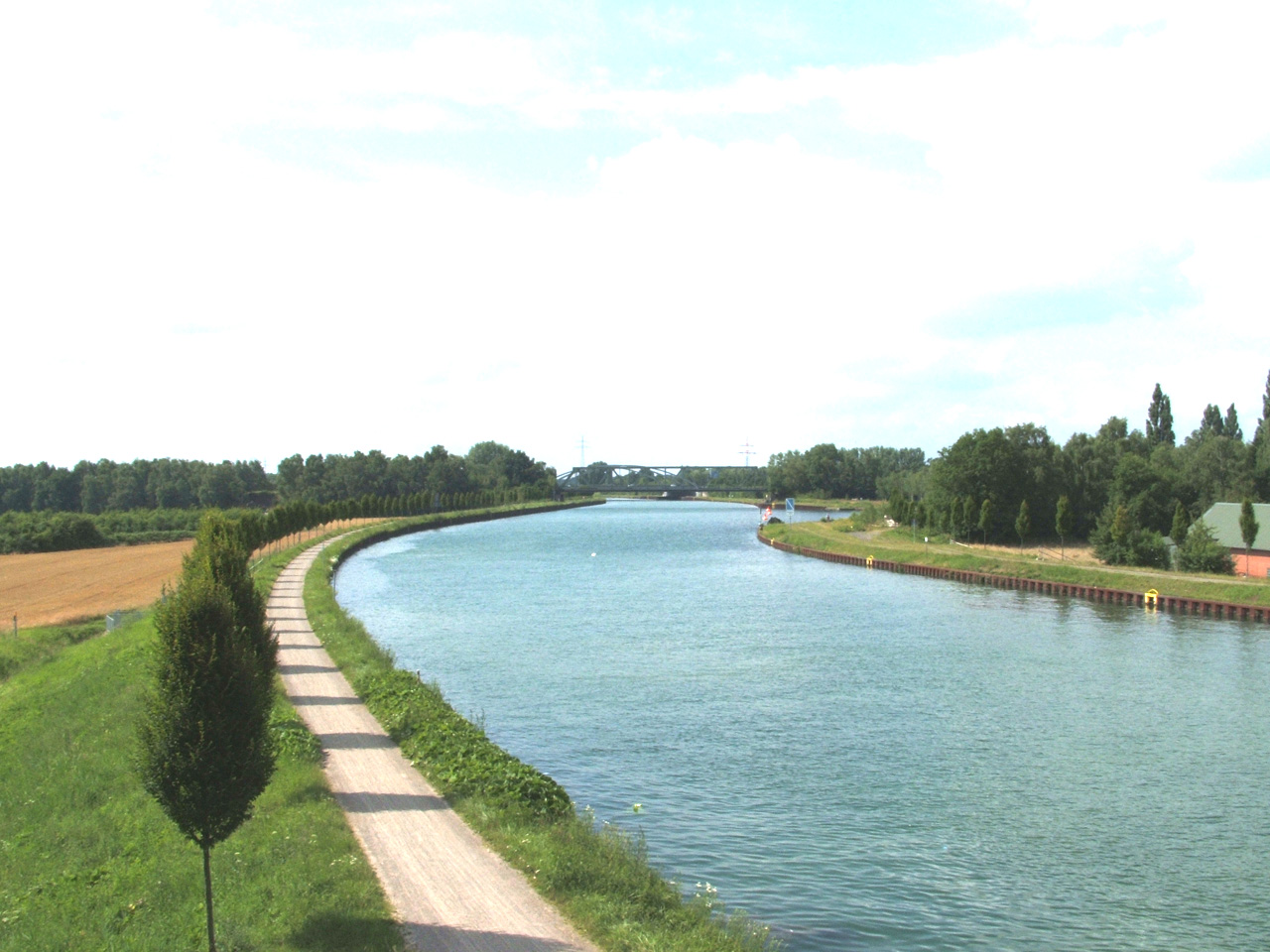
Alter Zechenhafen

Schwieringhausen ist ein Stadtteil im Dortmunder Norden und gehört zum Stadtbezirk Mengede.
Seinen Namen hat der Stadtteil, der in älteren Karten auch als Swirinckhuß oder Schwinghausen bezeichnet wird, vermutlich von dem 1398 urkundlich erwähnten Heinrich von Schwederinghausen. Seit dem 16. Jahrhundert gehörte der Ort zur ehemaligen Grafschaft Dortmund. Schwieringhausen grenzt im Westen an den Fluss Emscher und im Osten an die Bundesautobahn 2.
Vorübergehende Bedeutung erlangte der Stadtteil durch die im Jahre 1903 gegründete und heute stillgelegte und brüchige Ziegelei, die zeitweise als die größte in Nordrhein-Westfalen galt, sowie den Kohlehafen der im Jahre 1992 stillgelegten Zeche Minister Achenbach in Brambauer. Auf dem Ziegeleigelände gibt es heute noch eine kleine Polystyrolproduktion, die in vierter Generation von der Gründerfamilie betrieben wird.

## Geschichte
Schwieringhausen wurde erstmals in der 2. Hälfte des 13. Jahrhunderts als Swederinchusen im Urbar der Reichsabtei Werden erwähnt. Um 1370 bis 1521 in dem Verzeichnis auch Swedrynchusen oder Swederinckhuysen genannt. 1426 wird Lambert van Swederinchusen, 1466 Renolde van Zwederinchusen, 1584 Johan Vos zu Swirinckhusen und 1648 Kerstens Hof zu Schwerinckhausen urkundlich erwähnt. Ab 1654 erscheint der heutige Ortsname Schwieringhausen. 
Schwieringhausen gehörte im Spätmittelalter und der Frühen Neuzeit zur Grafschaft Dortmund, zeitweise zur Grafschaft Mark und ab 1504 zur Reichsstadt Dortmund. Die Deutung des Ortsnamens kann mit bei den Häusern der Leute des Swēdheri umschrieben werden.
Im 19. Jahrhundert war Schwieringhausen eine Landgemeinde im Landkreis Dortmund und Amt Castrop. 1885 hatte die Gemeinde (plus 6 Wohnplätze) eine Fläche von 3,77 km², davon 185 ha Ackerland, 34 ha Wiesen und 72 ha Holzungen. Es gab 28 Wohngebäude mit 35 Haushaltungen und 206 Einwohner.
Am 27. Oktober 1917 wurde Schwieringhausen nach Mengede eingemeindet und am 1. April 1928 schließlich zusammen mit Mengede in die Stadt Dortmund eingegliedert.
Teile des Ortes wurden am 1. Juli 1950 im Austausch an die Stadt Lünen abgetreten. Es ist dies das Gebiet westlich der Schulenkampstraße, des Schwester-Elisabeth-Weges, des Pfarrer-Kock-Weges und des zur Waltroper Kanonenstraße führenden Abzweigs der Ferdinandstraße im Lüner Stadtteil Brambauer (zusammen etwa 82,28 ha).
Einige westlich des Dortmund-Ems-Kanals gelegene Teile des Ortes sind als Naturschutzgebiet ausgewiesen. Im Jahre 2003 wurden dort Heckrinder ausgewildert, die zur natürlichen Landschaftspflege beitragen.

## Statistik
Struktur der Schwieringhauser Bevölkerung:
- Bevölkerungsanteil der unter 18-Jährigen: 14,2 % [Dortmunder Durchschnitt: 16,2 % (2018)][5]
- Bevölkerungsanteil der mindestens 65-Jährigen: 15,3 % [Dortmunder Durchschnitt: 20,2 % (2018)][6]
- Ausländeranteil: 8,7 % [Dortmunder Durchschnitt: 22,3 % (2024)][7]
- Arbeitslosenquote: 4,0 % [Dortmunder Durchschnitt: 11,0 % (2017)][8]

Das durchschnittliche Einkommen in Schwieringhausen liegt etwa 5 % unter dem Dortmunder Durchschnitt.

### Bevölkerungsentwicklung
| Jahr      | 1987 | 2003 | 2008 | 2013 | 2016 | 2018 | 2020 | 2022 | 2024 |
| --------- | ---- | ---- | ---- | ---- | ---- | ---- | ---- | ---- | ---- |
| Einwohner | 707  | 786  | 816  | 830  | 805  | 804  | 759  | 766  | 745  |

## Geografie
Der Ort liegt auf einer Höhe von 77 m ü. NHN.